# Wilton (Arkansas)
Wilton és una població dels Estats Units a l'estat d'Arkansas. Segons el cens del 2000 tenia 439 habitants.

## Demografia
Segons el cens del 2000, Wilton tenia 439 habitants, 162 habitatges, i 121 famílies. La densitat de població era de 130,4 habitants/km².
Dels 162 habitatges en un 30,2% hi vivien nens de menys de 18 anys, en un 50,6% hi vivien parelles casades, en un 16% dones solteres, i en un 25,3% no eren unitats familiars. En el 23,5% dels habitatges hi vivien persones soles l'11,1% de les quals corresponia a persones de 65 anys o més que vivien soles. El nombre mitjà de persones vivint en cada habitatge era de 2,71 i el nombre mitjà de persones que vivien en cada família era de 3,12.
Per edats la població es repartia de la següent manera: un 26% tenia menys de 18 anys, un 10% entre 18 i 24, un 25,3% entre 25 i 44, un 22,8% de 45 a 60 i un 15,9% 65 anys o més.
L'edat mediana era de 37 anys. Per cada 100 dones de 18 o més anys hi havia 108,3 homes.
La renda mediana per habitatge era de 31.696 $ i la renda mediana per família de 32.019 $. Els homes tenien una renda mediana de 30.625 $ mentre que les dones 16.563 $. La renda per capita de la població era de 13.478 $. Entorn del 8,1% de les famílies i el 15,2% de la població estaven per davall del llindar de pobresa.

## Poblacions més properes
El següent diagrama mostra les poblacions més properes.